# São Paulo Futebol Clube
São Paulo Futebol Clube je brazilski nogometni klub iz São Paula. Osnovan je 25. siječnja 1930. godine. Sa šest naslova prvaka, 3. je najuspješniji klub brazilske Série A. S više od 13 milijuna navijača po popularnosti je treći brazilski nogometni klub.

## Klupski uspjesi

### Međunarodni uspjesi
Interkontinentalni kup:
- Prvak (2): 1992., 1993.